# Parc Nacional dels Volcans
El Parc Nacional dels Volcans (francès: Parc National des Volcans) es troba al nord-oest de Ruanda i limita amb el Parc Nacional dels Virunga, a la República Democràtica del Congo i el Parc Nacional del Goril·la Mgahinga a Uganda. El parc nacional és conegut com un paradís pel goril·la de muntanya. És la llar de cinc dels vuit volcans de les muntanyes Virunga (Karisimbi, Bisoke, Muhabura, Gahinga i Sabyinyo), que estan coberts a la selva tropical i bambú. El parc va ser la base per a la zoòloga Dian Fossey.

## Història
El parc va ser declarat per primera vegada el 1925, com una petita àrea limitada per Karisimbi, Visoke i Mikeno, destinat a protegir els goril·les dels caçadors furtius. Va ser el primer parc nacional que es crearà a l'Àfrica. Posteriorment, el 1929, els límits del parc es van ampliar encara més a Ruanda i al Congo Belga, per formar el Parc Nacional Albert, una enorme àrea de 8.090 km², a càrrec de les autoritats colonials belgues que estaven a càrrec de les dues colònies. El 1958, es van aclarir 700 hectàrees del parc per a un assentament humà.
Després que el Congo va obtenir la seva independència el 1960, el parc es va dividir en dues parts després de la independència de Ruanda el 1962, el nou govern es va comprometre a mantenir el parc com una àrea de conservació i turisme, tot i que la nova república ja estava patint de problemes de sobrepoblació. El parc va ser reduït a la meitat el 1969. Entre 1969 i 1973, 1.050 hectàrees del parc es van aclarir per plantar Pyrethrum.
El parc més tard es va convertir en la base per la naturalista nord-americana Dian Fossey per dur a terme la seva investigació sobre els goril·les. Va arribar el 1967 i va crear el Centre d'Investigació Karisoke entre Karisimbi i Visoke. A partir de llavors es va passar la major part del seu temps al parc, i és àmpliament acreditat que va salvar els goril·les de l'extinció al portar la seva difícil situació a l'atenció de la comunitat internacional. Va ser assassinada per desconeguts a casa el 1985, un crim sovint atribuït als caçadors furtius que havien passat la seva vida lluitant-hi en contra. La vida de Fossey tard va ser retratat a la pantalla gran amb la pel·lícula Goril·les en la boira, que porta el seu nom autobiografia. Està enterrada al parc en una tomba prop del centre de recerca, i entre els goril·les que es van convertir en la seva vida.
El Parc Nacional dels Volcans es va convertir en un camp de batalla durant la Guerra Civil Ruandesa, amb la seu del parc essent atacada el 1992. El centre d'investigació va ser abandonat, i es van aturar totes les activitats turístiques (incloent visitar els goril·les). No es van reprendre de nou fins al 1999, quan es va considerar l'àrea és segura i sota control. Hi ha hagut infiltracions ocasionals per rebels ruandesos de les Forces Democràtiques d'Alliberament de Ruanda en els anys següents, però aquests sempre es va aturar ràpidament per l'exèrcit ruandès i no es creu que és una amenaça per al turisme al parc.

## Flora i Fauna

### Flora
La vegetació varia considerablement a causa de la gran varietat altitudinal dins del parc. Hi ha una mica de bosc baix (ara perdut principalment per l'agricultura). Entre 2400 i 2500 m, hi ha boscos de Neoboutonia. De 2500-3200 m Arundinaria alpina (bambú) bosc es produeix, que cobreix aproximadament el 30% de l'àrea del parc. Des de 2.600 fins a 3.600 m, principalment en els vessants més humides al sud i l'oest, és bosc Hagenia-Hypericum, que abasta aproximadament el 30% del parc. Aquest és un dels majors boscos de Hagenia abyssinica. La vegetació des 3500-4200 m es caracteritza per wollastonii Lobelia, L. lanurensis i Senecio Erici-rosenii i abasta aproximadament el 25% del parc. Des 4300-4500 m es produeixen pastures. També es produeixen secundaris matolls, prats, maresmes, pantans i llacs petits, però la seva superfície total és relativament petita.

### Fauna
El parc és conegut pel goril·la de muntanya.Altres mamífers inclouen: el mico daurat, Duiquer negre, Búfal africà, hiena tacada i l'Antílop jeroglífic. També s'informa que alguns elefants al parc, encara que aquests són ara molt rares.Existeixen 178 espècies d'aus registrades, amb almenys 13 espècies i 16 subespècies endèmiques de les muntanyes Virunga i Ruwenzori.